# Socket AM2
Socket AM2は、AMDが高性能・メインストリーム・低価格の価格帯のデスクトッププロセッサ向けに設計したCPUソケットである。Cyrix MIIプロセッサと同じ名称を避けるため、Socket M2から改名された。2006年5月23日にリリースされ、Socket 939とSocket 754を置き換えた。

## 仕様
Socket AM2用のプロセッサはSocket 939のマザーボードと互換性が無く、逆の組み合わせも互換性が無い。また、Socket AM2は940ピンであるがSocket 940とも互換性が無い。Socket AM2は、前世代のSocket 939がサポートしていたDDRメモリではなく、DDR2メモリをサポートしている。AnandTechは、Socket AM2のシステムは、同等のSokcet 939システムに対し、DDR2のサポートにより30%大きなメモリ帯域を持つが、性能の向上は最大で7%、多くのアプリケーションで2%であると報告している。
Socket AM2をサポートする最初のプロセッサコアは、シングルコアのOrleans(Athlon 64)とManila(Sempron)、そしてデュアルコアのWindsor(Athlon 64 X2とAthlon 64 FX)である。Socket AM2向けのプロセッサのほとんどは、SSE3命令セットを持ち、90nmテクノロジで製造されている。最近のモデルは65nmテクノロジである（インテルの65nm CPUに対抗するため）。
Socket AM2はAMD Phenomプロセッサをサポートするが、一部のマザーボードメーカは、Phenomプロセッサを動作させるために必要な新しいBIOSファイルを供給していない。
Socket AM2は、サーバ向けのSocket Fやモバイル向けのSocket S1と共に、AMDの現世代のCPUソケットを構成している。
Socket AM2向けの、シングルソケットOpteronプロセッサも存在する。
初期の世代のAMDプロセッサソケットのテクニカルドキュメントは容易に入手できるが、"AM2 Processor Functional Data Sheet"（AMD文書番号31117）は、まだ一般に公開されていない。

## 後継
Socket AM2とピン互換の、特性に違いのある複数のCPUソケットが発表されている。
Socket AM2+
Socket AM2+はSocket AM2に対する中間的な後継のソケットである。Socket AM2+は分離されたパワープレーンとHyperTransport 3.0が特徴である。Socket AM2+のプロセッサはSocket AM2に挿入することが出来るが、HyperTransport 2.0だけでの動作となる。
Socket AM3
AMDは、Socket AM3のプロセッサはSocket AM2のマザーボードで動作すると発表しているが、逆は不可能である。AM3のプロセッサはDDR2とDDR3 SDRAMの両方をサポートする新しいメモリコントローラを内蔵し、AM2とAM2+のマザーボードに対する後方互換性を持つ。AM2プロセッサは新しいメモリコントローラを備えていないため、AM3マザーボードで動作することは無い。
|            |             | マザーボード | マザーボード | マザーボード | マザーボード |
| Socket AM2 | Socket AM2+ | Socket AM3   | Socket AM3+  |              |              |
| ---------- | ----------- | ------------ | ------------ | ------------ | ------------ |
| C P U      | Socket AM2  | Yes          | Yes          | No           | No           |
| C P U      | Socket AM2+ | Yes          | Yes          | No           | No           |
| C P U      | Socket AM3  | Yes          | Yes          | Yes          | Yes          |
| C P U      | Socket AM3+ | No           | No           | Yes          | Yes          |

## 採用製品
CPU
- AMD
  - K8
    - Manila / Orleans / Windsor
    - Sparta / Lima / Brisbane
    - Santa Ana

チップセット
- AMD
  - 400/500 Chipset
  - 600 Chipset
  - 740G
- ATI
  - Radeon Xpress 1100, 1150, 3200
- NVIDIA
  - nForce3 250
  - nForce4 Ultra
  - nForce 500, 520, 550, 560, 570, 590
  - GeForce 6100, 6150, 7025, 7050
  - nForce Professional 3400, 3600
- ULi (NVIDIA)
  - M1695, M1697
- SiS
  - 761
- VIA
  - K8M800, K8T890, K8M890
- Broadcom
  - HT-1000